# Benidorm
Benidorm ist eine Stadt an der Costa Blanca 45 Kilometer nordöstlich von Alicante in der Provinz Alicante in der Valencianischen Gemeinschaft, Spanien.

## Geschichte

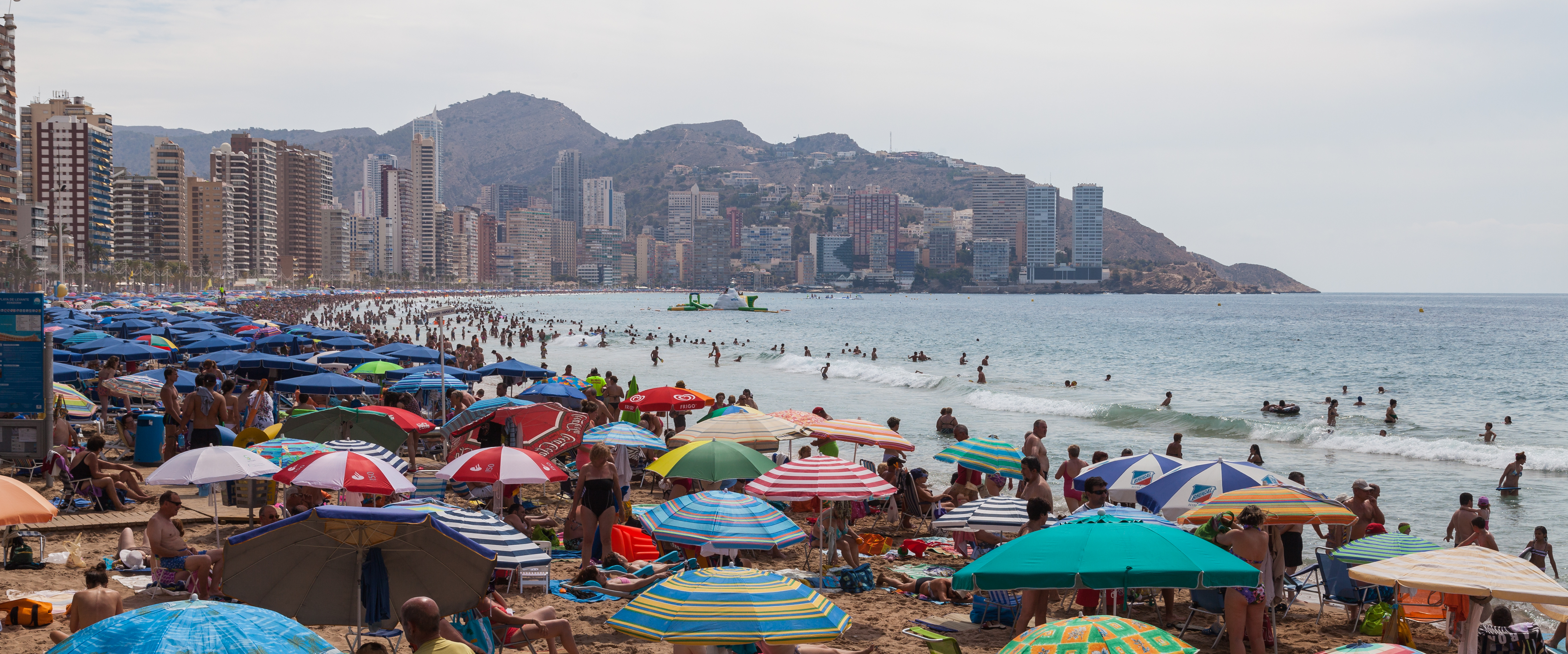
Benidorm, Skyline nach Norden

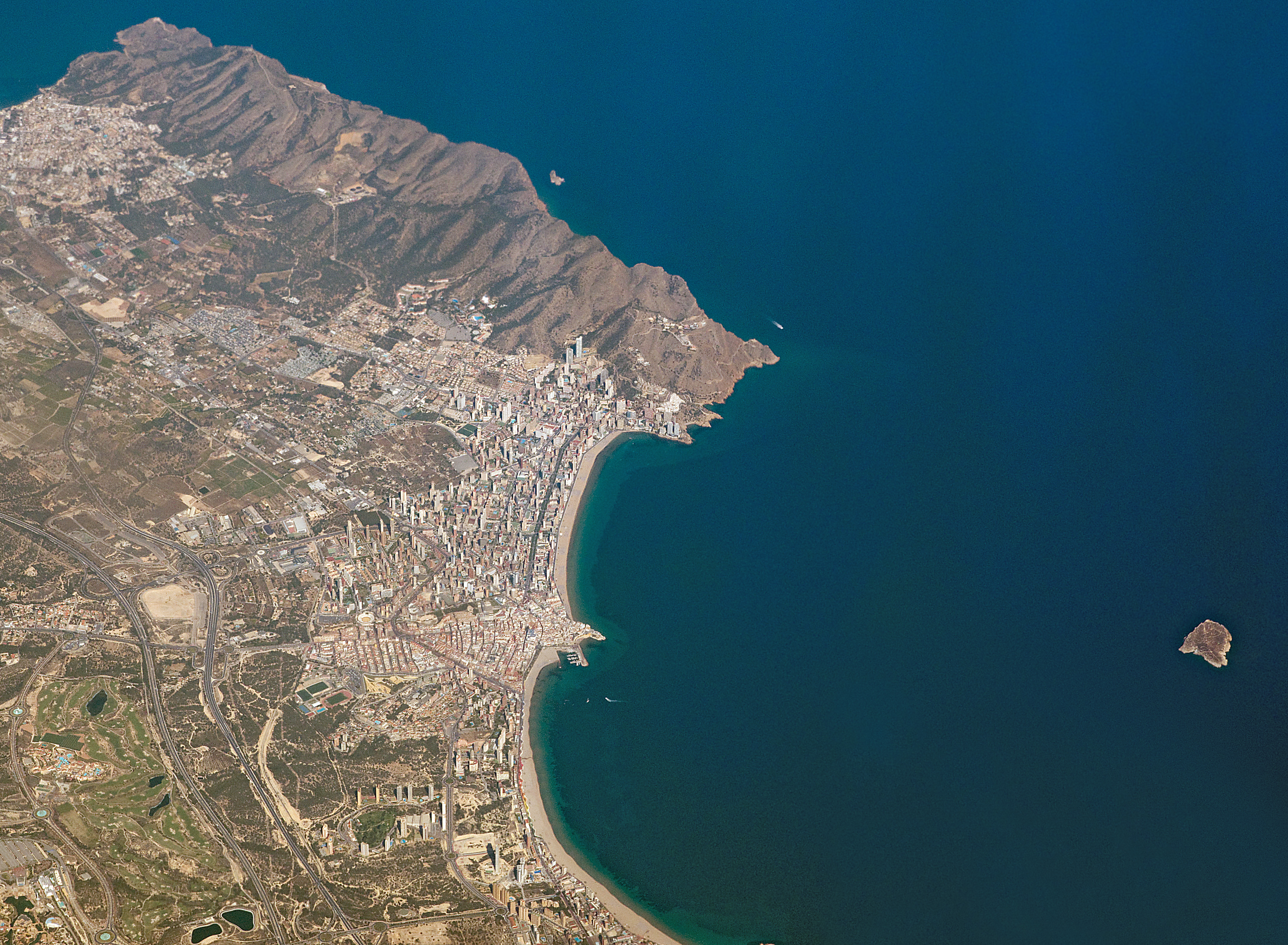
Luftaufnahme von Benidorm und der Insel Benidorm, nach Osten

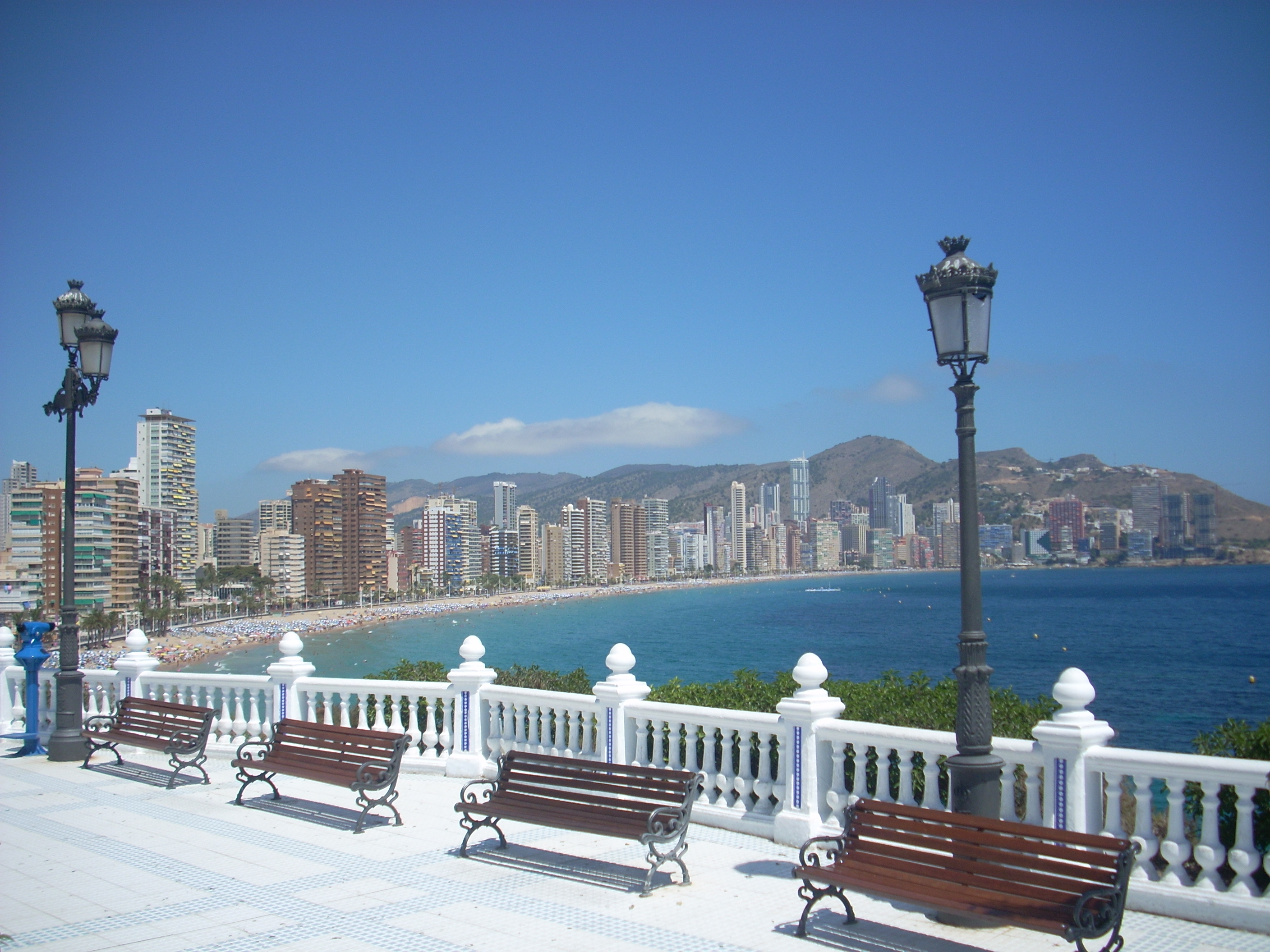
Benidorm Skyline

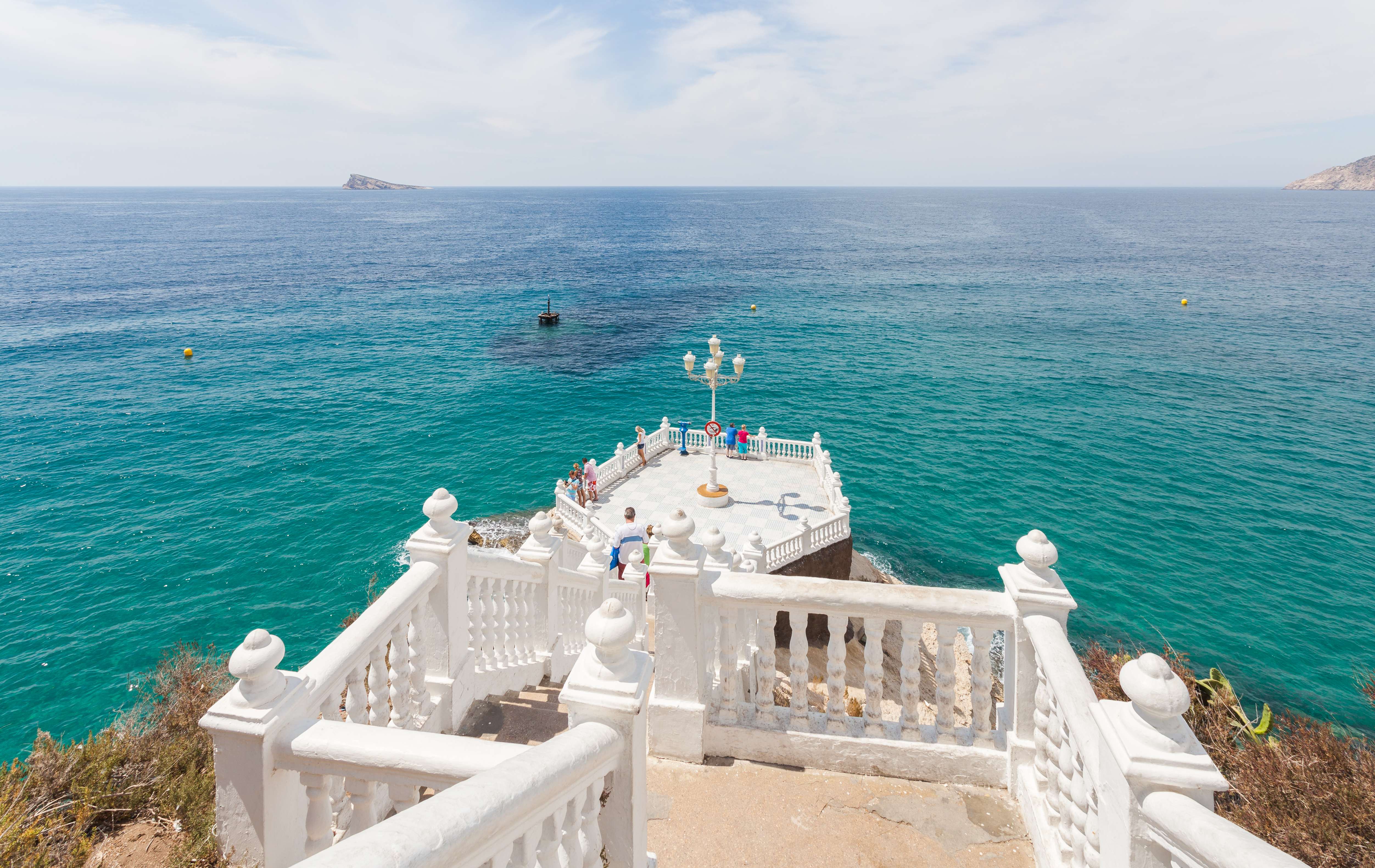
Balcón del Mediterráneo

Im Jahr 1325 wurde Benidorm das Stadtrecht gewährt.
Anfang der 1950er Jahre war Benidorm noch ein Fischerdorf. Der Bürgermeister Pedro Zaragoza ließ ab 1950 Straßen asphaltieren, das Dorf mit einem Wasserversorgungssystem ausstatten und stellte 1956 einen Bebauungsplan auf. Der ökonomische Schwerpunkt lag nun auf der Tourismusindustrie. Bis 1967 wurden in Benidorm vor allem Hochhäuser mit Hotels für den Massentourismus errichtet; diese prägen die als Ferienziel bekannte Stadt.
Nach einer relativen Stagnation des Tourismus ab Ende der 1980er Jahre wurde mehr Wert auf qualitative Angebote gelegt: Die Grundstücksgrößen pro Hotel wurden erhöht, die Häuser baulich und im Freizeitangebot verbessert. Die Stadt wich mit großflächigen Baugebieten weiter nach Süden und Norden aus, und außen gelegene Siedlungen („Urbanización“) mit Ferienhäusern und Villen ergänzten das Angebot. Die Stadt ist durch diese noch andauernde Verjüngung und qualitative Ergänzung als Tourismusziel wieder konkurrenzfähiger geworden.
Ein Erfolg der neuen Tourismusstrategie ist die Verleihung des Titels „Europäischer grüner Pionier für intelligenten Tourismus 2025“ durch die Europäische Kommission.

## Bevölkerung
Die Stadt hat 74.663 Einwohner (Stand: 2024). In der Urlaubszeit überschreitet die Zahl der Bewohner die Grenze von einer halben Million.
In der ersten Hälfte des 20. Jahrhunderts stagnierte die Einwohnerzahl Benidorms bei ungefähr 3.000 Einwohnern, wobei in der Folge von Spanischem Bürgerkrieg und Zweitem Weltkrieg die Einwohnerzahl um ca. 10 % sank. Erst mit dem beginnenden Tourismus stieg die Einwohnerzahl und verdoppelte sich von 1950 bis 1980 alle 10 Jahre. Seitdem geht das Wachstum langsamer, aber stetig weiter. Bis zum Jahr 2000 hatte Benidorm die Grenze von 50.000 Einwohnern überschritten, womit in Spanien höhere staatliche Transferleistungen für öffentliche Dienstleistungen verbunden sind. 
Von den 69.738 Einwohnern im Jahr 2022 waren 20.620 (29,6 %) ausländischer Herkunft. Hierbei stellten die Briten fast ein Fünftel. Stark vertreten sind auch Rumänen, Kolumbianer und Marokkaner. Der Anteil deutscher Einwohner ist gering.
| Herkunftsland          | Zahl  | %      |
| ---------------------- | ----- | ------ |
| Vereinigtes Königreich | 3.874 | 18,8 % |
| Rumänien               | 2.221 | 10,8 % |
| Kolumbien              | 1.096 | 5,3 %  |
| Marokko                | 1.006 | 4,9 %  |
| Russland               | 884   | 4,3 %  |
| Algerien               | 839   | 4,1 %  |
| Italien                | 728   | 3,5 %  |
| Bulgarien              | 624   | 3,0 %  |
| Ukraine                | 555   | 2,7 %  |
| Argentinien            | 335   | 1,6 %  |
| Venezuela              | 306   | 1,5 %  |
| Frankreich             | 302   | 1,5 %  |
| Deutschland            | 220   | 1,1 %  |

| 1900  | 1910  | 1920  | 1930  | 1940  | 1950  | 1960  | 1970   | 1981   | 1991   | 2001   | 2011   | 2014   | 2021   |
| ----- | ----- | ----- | ----- | ----- | ----- | ----- | ------ | ------ | ------ | ------ | ------ | ------ | ------ |
| 3.417 | 3.498 | 2.976 | 3.113 | 2.955 | 2.726 | 6.259 | 12.124 | 25.544 | 42.442 | 51.873 | 68.045 | 69.010 | 68.874 |

## Architektur
Benidorm hat die größte Hochhausdichte (pro Einwohnerzahl) weltweit mit 345 Gebäuden mit mehr als zwölf Etagen. Aufgrund der immensen Hochhausdichte wird Benidorm mit „little Manhattan“ assoziiert. So wurden etliche Wohntürme, welche zumeist der Tourismuswirtschaft dienen, ab den 1950er Jahren errichtet. Der 2007 geplante und 2021 fertiggestellte Wohnturm Intempo (202,5 Meter, 47 Etagen), stand wegen der spanischen Immobilienkrise 2008 bis Ende 2021 leer.

## Verkehr
Benidorm ist über die Linien L 1 und L 9 der Stadtbahn Alicante an den Öffentlichen Nahverkehr im Großraum Alicante angebunden. Nördlich von Benidorm verläuft die Autobahn Autopista AP-7 (Autopista del Mediterráneo – Europastraße 15), die entlang der ganzen spanischen Mittelmeerküste verläuft. Sie kann über die Autobahnanschlussstelle 65 Benidorm erreicht werden.

## Tourismus

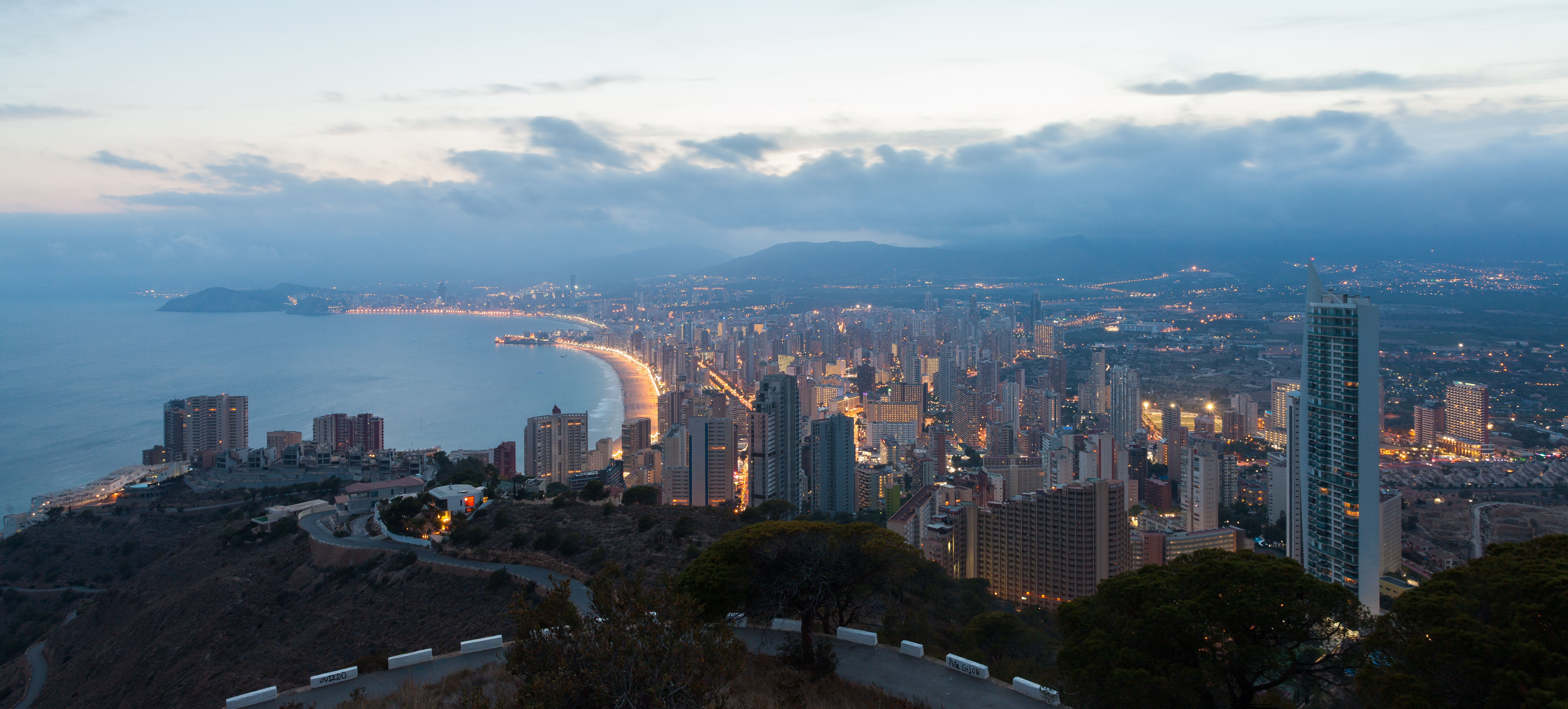
Sicht am Abend

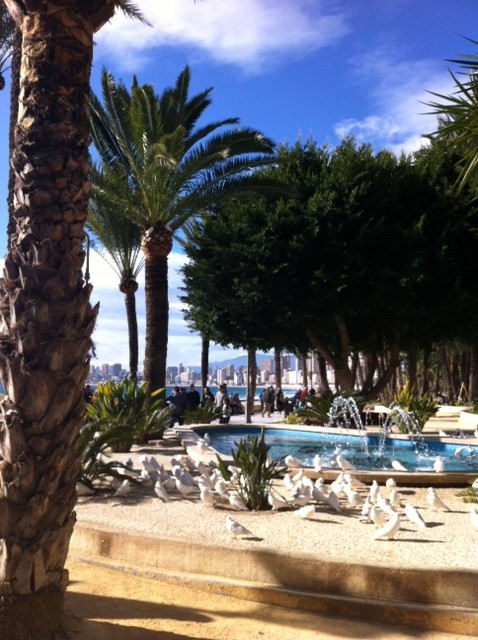
Parque de Elche

Seit Francisco Ronda 1893 eine erste Badeanstalt (die Casa de baños am Levantestrand) eröffnete, haben mehr als 85 Millionen Touristen Benidorm besucht. Die größte Touristengruppe in Benidorm sind die Besucher aus Großbritannien.
In Benidorm gibt es zwei jeweils 2,5 km lange Strände, die Playa de Poniente und die Playa de Levante sowie die Playa del Mal Pas zwischen Altstadt und Playa de Poniente und die  Playa de Cala Tío Ximo in Rincón de Loix.
Als Touristenattraktionen gelten die beiden großen Freizeitparks Terra Mítica und Mundomar.

### Nachhaltiger Tourismus in Benidorm
Die seit einigen Jahren bestehende Tourismusstrategie der Stadtverwaltung Benidorm die Stadt zu einem Zentrum für nachhaltigen Tourismus entwickeln wurde im Dezember 2024 durch die Europäische Kommission offiziell gewürdigt. Benidorm erhielt den Titel „Europäischer grüner Pionier für intelligenten Tourismus 2025“ (European Green Pioneer of Smart Tourism).
Benidorm mit seiner Hochhausbebauung wurde lange als Symbol für Massentourismus angesehen. Im Kontext des Konzepts von Nachhaltigem Tourismus erfolgt jedoch eine Veränderung der Betrachtungsweise. Die Konzentration auf hohe Gebäude erlaubt einen schonenderen Umgang mit der zur Verfügung stehenden Fläche sowie kurze Wege für Einwohner und Touristen. 61 % der Fläche von Benidorm stehen unter Naturschutz, nicht nur der Naturpark Sierra Helada, sondern auch die Strände der Stadt sind geschützt. Dazu gehören Regeln für eine chemiefreie Standreinigung und intelligente Standmanagementsysteme.
Aufgrund des sommertrockenen Mittelmeerklimas und zunehmender Wasserknappheit an der Costa Blanca hat Benidorm ein intelligentes Wassermanagementsystem implementiert, das den Wasserverbrauch bereits um 18 % reduziert hat. Dazu gehört auch die Verwendung von recyceltem Grauwasser für öffentliche Räume und Bewässerung.

Überdies ist am 1. Januar 2025 eine Niedrigemissionszone (ZBE) eingerichtet worden. Die 75 Hektar große Zone umfasst weite Teile der Stadt, besonders die strandnahen Gebiete. Ausgewiesen wurden die Umweltzonen Zentrum, Levante und Poniente. Mindestens bis Mitte Juni 2025 wird das Projekt getestet, ohne dass Strafzettel fällig werden.

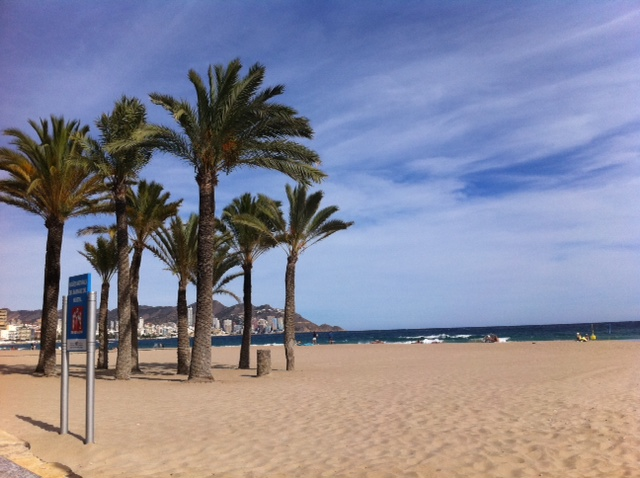
Benidorm Playa Poniente

## Städtepartnerschaften
Partnerstädte von Benidorm sind Miami (Florida, USA), Viña del Mar (Chile), Manizales (Kolumbien) und Le Cannet (Frankreich).

## Söhne und Töchter der Stadt
- Guillermo Amor (* 1967), Fußballspieler
- Antonio López (* 1981), Fußballnationalspieler
- Juan Martínez Munuera (* 1982), Fußballschiedsrichter
- Francisco Alfredo Marco (* 1986), Beachvolleyballspieler
- Héctor Álvarez (* 2006), Radsportler